# Campoletis varians
Campoletis varians là một loài tò vò trong họ Ichneumonidae.